# Cour du Foyer
La cour du Foyer est un espace public entouré de bâtiments, intégré dans la voirie de la commune de Villedieu-les-Poêles-Rouffigny, dans le département français de la Manche et la région Normandie.

## Localisation
La cour est située au nord du centre-ville de Villedieu-les-Poêles, commune déléguée de la commune nouvelle de Villedieu-les-Poêles-Rouffigny, dans le département français de la Manche. On y accède à l'est et à l'ouest par deux porches, l'un communiquant avec la rue du Général-Huard, partie de l'axe principal de la ville.

## Description
Une étude de bâti dans la salle dite « du foyer », et le relevé pierre à pierre du mur à droite en entrant dans la salle, permettent de proposer l'hypothèse selon laquelle nous serions en présence d'un bâtiment caractéristique des XIIe et XIIIe siècles. Le relevé a montré de nombreuses traces d'ouvertures et des anomalies liées aux différentes reprises des maçonneries et des aménagements.
Le bâtiment, avec un cellier en partie basse, surmonté d'un niveau d'habitation, a été réduit en surface comme le montre la troncature du cintre d'une ancienne porte et que le passage traversant le bâtiment actuel est bien postérieur à la période de construction.
Une partie des bâtiments est aujourd'hui occupée par le musée de la Poeslerie et la maison de la Dentellière.

## Protection
Les façades et les toitures ainsi que le sol de la cour sont inscrits au titre des monuments historiques par arrêté du 1er août 1975.